# Маріно Вентуріні
Маріно Вентуріні (італ. Marino Venturini) (23 березня 1944 — † 5 червня 2019) — політик Сан-Марино. Глава держави Сан-Марино (1995—1996).

## Життєпис
Він народився в Сан-Марино в 1944 році. Був серед найбільш політично активних у лавах Соціалістичної партії. До якої він приєднався в 1962 році. Він обіймав посаду капітана-регента 4 рази. Перший у 1976 році, останній у 1995 році разом із П'єром Наталіно Мулароні. Найзначніший, безумовно, у 1982 році, коли разом з Джузеппе Маяні він приймав Івана Павла II, першого понтифіка в Сан-Марино.
5 червня 2019 року помер у державній лікарні.